# ذرت شیرین

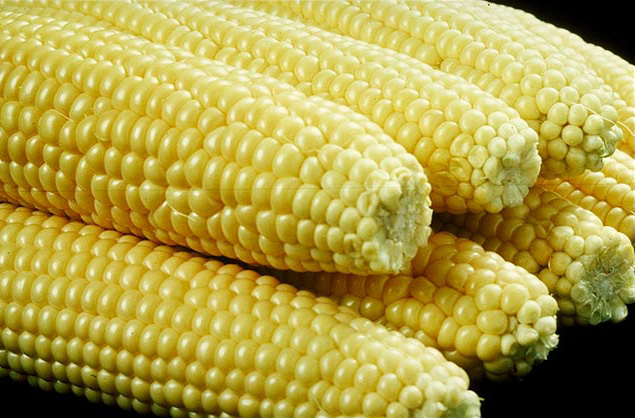
ذرت شیرین بدون پوست

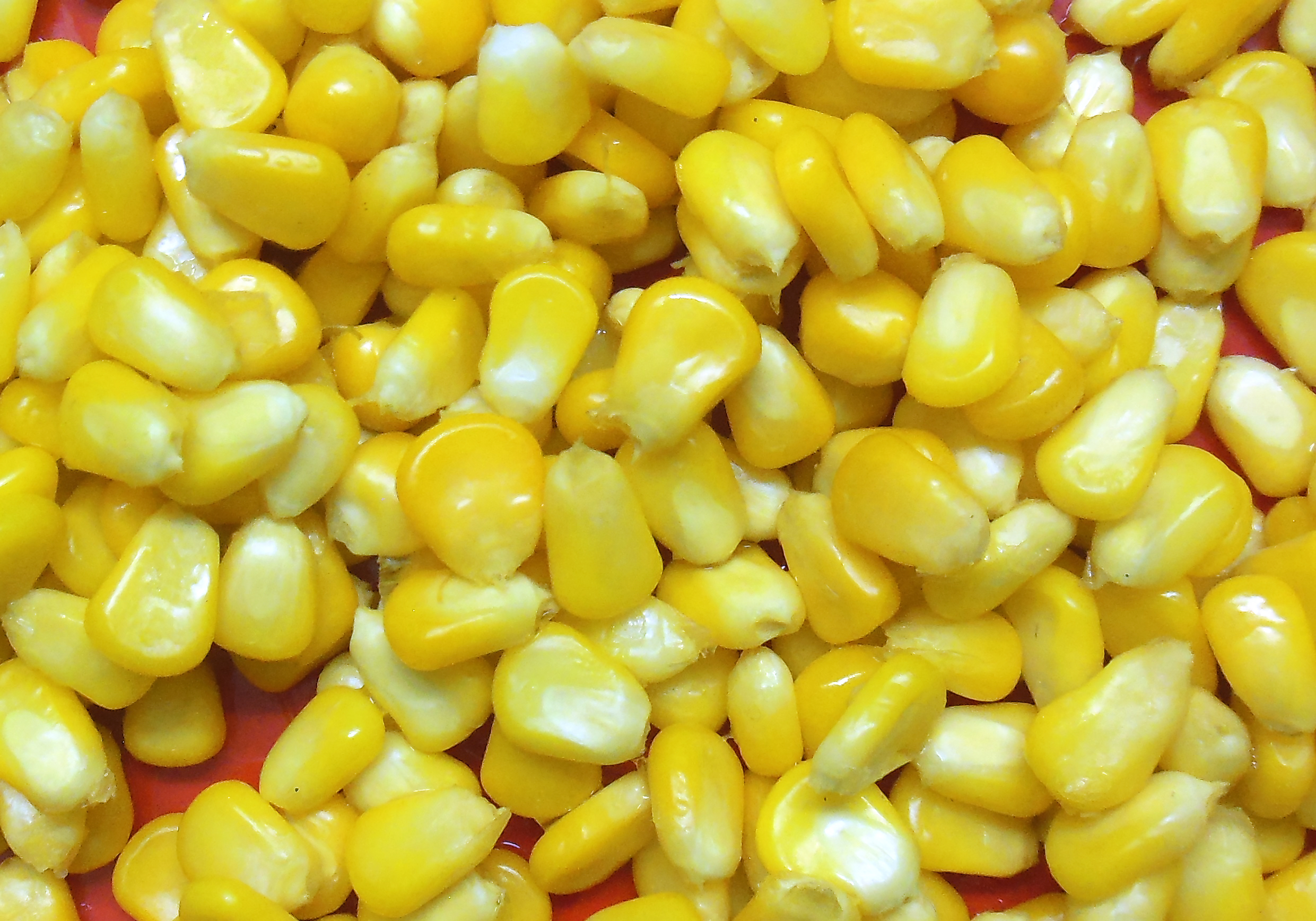
دانه‌های نرم ذرت شیرین

ذرت شیرین (نام علمی: Zea mays convar. saccharata var. rugosa) نوعی ذرت است که میزان قند بالایی دارد. ذرت شیرین در نتیجهٔ جهش برگشتی در ژن‌هایی که در درون‌دانه تبدیل قند به نشاسته را کنترل می‌کنند به وجود آمده‌است. ذرت شیرین باید به صورت نارس چیده شده و نه به عنوان غلات بلکه به عنوان سبزی آماده شده و مصرف شود.
از آنجایی که مرحلهٔ رسیدن ذرت به تبدیل قند آن به نشاسته مربوط است، ذرت شیرین در انبار نمی‌ماند و باید به صورت تازه، قبل از اینکه دانه‌های آن سفت و نشاسته‌دار شود، خورده شده، کنسرو، یا منجمد شود.

## ساختمان ذرت
میوهٔ گیاه ذرت شیرین مغز ذرت، نوعی میوه که گندمه نامیده می‌شود، است. خوشه مجموعه‌ای از دانهٔ ذرت است. به دلیل اینکه ذرت گیاه تک‌لپه‌ای است، همیشه ردیفی از دانه‌ها وجود دارد. خوشه با برگهایی به نام کاکل محکم پوشانده شده‌اند.